# ÖFB-Cup 2010-2011
La ÖFB-Cup 2010-2011 è stata la 76ª edizione della coppa nazionale di calcio austriaca. Iniziata con il turno preliminare del 23 luglio 2010, si è conclusa con la finale del 29 maggio 2011.
La squadra detentrice del trofeo, lo Sturm Graz, è eliminato nei quarti di finale per mano del Ried.
Ha visto la vittoria del Ried, che si è imposto in finale sull'Austria Lustenau, ed ha conquistato il suo secondo trofeo dopo quello della stagione 1997-1998. Grazie a questa vittoria la formazione dell'Alta Austria si è qualificata per l'edizione 2011-2012 dell'Europa League.
L'Austria Lustenau, formazione di Erste Liga, è stata la prima squadra del Vorarlberg a raggiungere la finale di coppa.

## Formula
La competizione è iniziata il 23 luglio 2010 con le partite del turno preliminare, in cui sono entrate in gioco 68 squadre non professioniste dalle diverse federazioni regionali. Le vincitrici si sono qualificate per il primo turno della competizione, in cui tutte le società di Bundesliga e Erste Liga, oltre alle vincitrici delle 9 coppe di land, hanno raggiunto la competizione.

## Risultati

### Turno preliminare
Il sorteggio del turno preliminare si è svolto il 7 luglio 2010.
| Squadra 1                 | Risultato   | Squadra 2                                |
| ------------------------- | ----------- | ---------------------------------------- |
| Bleiburg                  | 0 - 2       | St. Stefan/Austria Klagenfurt            |
| Bad Aussee                | 0 - 3       | Allerheiligen                            |
| Höchst                    | 3 - 0       | Hard                                     |
| Seekirchen                | 1 - 0       | St. Johann/Pongau                        |
| Sturm Graz Amateure       | 2 - 0       | Weiz                                     |
| Austria Salisburgo        | 2 - 0       | Neumarkt                                 |
| Reichenau                 | 3 - 0       | Axams/Götzens                            |
| Hallwang                  | 2 - 3 (dts) | Salisburgo Amateure                      |
| Altach Amateure           | 2 - 4 (dts) | Dornbirn                                 |
| Treibach                  | 0 - 1       | SAK Klagenfurt                           |
| Feldkirchen               | 3 - 1       | Lendorf                                  |
| Swarovski Wattens         | 3 - 1       | Union Innsbruck                          |
| Wacker Innsbruck Amateure | 5 - 0       | Schwaz                                   |
| LASK Linz Amateure        | 2 - 1       | Union Dietach                            |
| Leoben                    | 2 - 3       | Gleinstätten                             |
| Stegersbach               | 2 - 1       | Stinatz                                  |
| Voitsberg                 | 3 - 2       | Grazer AK                                |
| Blau-Weiß Linz            | 3 - 2       | Bad Ischl                                |
| Wels                      | 1 - 2       | Neuhofen/Ried Amateure                   |
| Rapid Vienna Amateure     | 5 - 0       | Admira Technopool                        |
| Flavia Solva              | 0 - 6       | Austria Kapfenberg/Kapfenberger Amateure |
| Union Vöcklamarkt         | 2 - 1       | FC Pasching                              |
| Sollenau                  | 2 - 1       | Purbach                                  |
| Langenrohr                | 0 - 4       | Horn                                     |
| Zwettl                    | 0 - 2       | Retz                                     |
| Amstetten                 | 4 - 1       | Admira Wacker Mödling Amateure           |
| Mattersburg Amateure      | 1 - 0       | Neuberg                                  |
| Wiener SK                 | 0 - 1       | Austria Vienna Amateure                  |
| Union St. Florian         | 1 - 3       | Sierning                                 |
| Wallern                   | 3 - 1       | Horitschon                               |
| Gaflenz                   | 3 - 1       | Mistelbach                               |
| Würmla                    | 1 - 6       | Waidhofen/Ybbs                           |
| Simmering                 | 3 - 4 (dts) | FavAC                                    |
| Floridsdorfer             | 4 - 2       | Stadlau                                  |

### Primo turno
| Squadra 1                                | Risultato       | Squadra 2               |
| ---------------------------------------- | --------------- | ----------------------- |
| Bregenz                                  | 1 - 2           | Lustenau 07             |
| Sierning                                 | 1 - 3           | Hartberg                |
| Swarovski Wattens                        | 1 - 2           | First Vienna            |
| Amstetten                                | 2 - 1           | Admira Wacker M.        |
| Kufstein                                 | 4 - 4 (5-4 dcr) | Anif                    |
| Sollenau                                 | 4 - 2           | FavAC                   |
| Wacker Innsbruck Amateure                | 3 - 5           | Grödig                  |
| Seekirchen                               | 3 - 2           | Post Vienna             |
| Parndorf                                 | 4 - 0           | Feldkirchen             |
| Retz                                     | 2 - 2 (2-4 dcr) | Gratkorn                |
| Höchst                                   | 1 - 1 (5-4 dcr) | Salisburgo Amateure     |
| Gleinstätten                             | 5 - 3           | Villacher SV            |
| Paldau                                   | 1 - 4           | Waidhofen/Ybbs          |
| SAK Klagenfurt                           | 2 - 2 (2-4 dcr) | WAC-St. Andrä           |
| Austria Salisburgo                       | 0 - 3           | Austria Lustenau        |
| Gaflenz                                  | 2 - 1           | Illmitz                 |
| Voitsberg                                | 7 - 1           | Wallern                 |
| Austria Kapfenberg/Kapfenberger Amateure | 3 - 1           | LASK Linz Amateure      |
| Reichenau                                | 0 - 8           | Altach                  |
| Rapid Vienna Amateure                    | 2 - 5           | Rapid Vienna            |
| Dornbirn                                 | 1 - 0           | Wiener Neustadt         |
| St. Stefan/Austria Klagenfurt            | 1 - 2           | LASK                    |
| Vorwärts Steyr                           | 1 - 0           | St. Pölten              |
| Neuhofen/Ried Amateure                   | 0 - 3           | Austria Vienna          |
| Union Vöcklamarkt                        | 1 - 3           | Wacker Innsbruck        |
| Floridsdorfer                            | 1 - 2           | Kapfenberger            |
| Horn                                     | 1 - 2           | Sturm Graz              |
| St. Pölten Amateure                      | 1 - 4           | Salisburgo              |
| Mattersburg Amateure                     | 0 - 1           | Austria Vienna Amateure |
| Allerheiligen                            | 2 - 3           | Blau-Weiß Linz          |
| Sturm Graz Amateure                      | 0 - 5           | Ried                    |
| Stegersbach                              | 1 - 5           | Mattersburg             |

### Secondo turno
Il sorteggio del secondo turno si è svolto il 18 agosto 2010.
| Squadra 1                                | Risultato       | Squadra 2        |
| ---------------------------------------- | --------------- | ---------------- |
| Amstetten                                | 0 - 2           | Altach           |
| Sollenau                                 | 2 - 4           | LASK             |
| Waidhofen/Ybbs                           | 0 - 4           | Ried             |
| Kufstein                                 | 0 - 3           | Grödig           |
| Dornbirn                                 | 1 - 2           | Mattersburg      |
| Kapfenberger                             | 3 - 1           | Gratkorn         |
| Vorwärts Steyr                           | 3 - 2           | WAC-St. Andrä    |
| Seekirchen                               | 2 - 6           | Hartberg         |
| Voitsberg                                | 0 - 1           | First Vienna     |
| Austria Kapfenberg/Kapfenberger Amateure | 0 - 3           | Austria Vienna   |
| Parndorf                                 | 1 - 2           | Sturm Graz       |
| Gaflenz                                  | 1 - 5           | Wacker Innsbruck |
| Gleinstätten                             | 2 - 4           | Lustenau 07      |
| Höchst                                   | 0 - 3           | Austria Lustenau |
| Blau-Weiß Linz                           | 3 - 1           | Salisburgo       |
| Austria Vienna Amateure                  | 1 - 1 (3-4 dcr) | Rapid Vienna     |

### Ottavi di finale
Le partite sono state giocate il 9 e 10 novembre 2010.
| Squadra 1        | Risultato       | Squadra 2        |
| ---------------- | --------------- | ---------------- |
| Austria Lustenau | 0 - 0 (5-4 dcr) | Grödig           |
| First Vienna     | 2 - 1 (dts)     | Altach           |
| Kapfenberger     | 2 - 0 (dts)     | Lustenau 07      |
| LASK             | 0 - 1           | Ried             |
| Blau-Weiß Linz   | 0 - 1           | Mattersburg      |
| Rapid Vienna     | 3 - 0           | Hartberg         |
| Vorwärts Steyr   | 0 - 1 (dts)     | Sturm Graz       |
| Austria Vienna   | 2 - 1 (dts)     | Wacker Innsbruck |

### Quarti di finale
Il sorteggio è stato effettuato il 21 novembre 2010. Le partite sono state giocate il 19 e 20 aprile 2011.
| Squadra 1      | Risultato | Squadra 2        |
| -------------- | --------- | ---------------- |
| Austria Vienna | 0 - 4     | Austria Lustenau |
| First Vienna   | 0 - 2     | Kapfenberger     |
| Rapid Vienna   | 2 - 0     | Mattersburg      |
| Ried           | 2 - 1     | Sturm Graz       |

### Semifinali
Il sorteggio è stato effettuato il 21 aprile 2011. Le partite saranno giocate il 3 e 4 maggio 2011.
| Squadra 1    | Risultato | Squadra 2        |
| ------------ | --------- | ---------------- |
| Ried         | 2 - 1     | Rapid Vienna     |
| Kapfenberger | 1 - 2     | Austria Lustenau |

### Finale
La finale è stata disputata domenica 29 maggio 2011 all'Ernst Happel Stadion di Vienna.
| Squadra 1 | Risultato | Squadra 2        |
| --------- | --------- | ---------------- |
| Ried      | 2 - 0     | Austria Lustenau |

| Arbitro: | Krassnitzer |

|                  |           |  |
| Hammerer 41’ 67’ | Marcatori |  |